# Дъбравка
Дъбра̀вка е село в Северозападна България, част от община Белоградчик, област Видин.

## География
Село Дъбравка се намира на 4–5 km на запад-северозапад от град Белоградчик и на около 3 km на изток-югоизток от село Граничак. Разположено е в полите на североизточната част на планинския рид Ведерник, между две от плитките водосливни понижения, спускащи се от южните височини към течащата на около 1,5 km на север от селото Салашка река и отвеждащи снежните и дъждовните води. Източното от двете понижения се включва на около километър североизточно от селото в малкия язовир „Дъбравка“ със залята площ 19 хектара и завирен обем 730000 m3. Язовирът е изграждан за напояване, а след отпадането на нуждата от такова, към 2019 година е приемник на битовите отпадни води на Белоградчик.
Надморската височина в северния край на селото е около 410 m, а в южния достига до около 470 m.
Общинският път до село Дъбравка е отклонение на запад от третокласния републикански път през село Вещица за Белоградчик.
Населението на село Дъбравка, 736 души към [[1934 година и 703 – към 1946 година, намалява значително на 193 към 1985 година, а към 2018 година е 55 души.
При село Дъбравка има действащо към 2022 г. предприятие за млекопреработка. 

## История
През 1934 година дотогавашното име на селото – Дубрава, е променено чрез преход от местния диалектен изговор към книжовния на Дъбравка.

## Население
Преброяване на населението през 2011 г.
Численост и дял на етническите групи според преброяването на населението през 2011 г.:
|                     | Численост | Дял (в %) |
| Общо                | 59        | 100,00    |
| Българи             | 59        | 100,00    |
| Турци               | 0         | 0,00      |
| Цигани              | 0         | 0,00      |
| Други               | 0         | 0,00      |
| Не се самоопределят | 0         | 0,00      |
| Неотговорили        | 0         | 0,00      |

## Обществени институции
Село Дъбравка има кметско наместничество на община Белоградчик. 
От 1 юни 2018 година в село Дъбравка функционира Център за настаняване от семеен тип за пълнолетни лица с деменция. Центърът е в масивната сграда на бившето училище в селото, която е ремонтирана и реконструирана. 
В селото има параклис „Свети апостоли Петър и Павел“. 

## Културни и природни забележителности
Част от скалния комплекс Белоградчишки скали отстои на около един километър южно от село Дъбравка.